# Krušecká lipová alej
Krušecká lipová alej je chráněné stromořadí u vsi Dolejší Krušec (část města Hartmanice v okrese Klatovy), jihozápadně od Sušice. Čtrnáct lip malolistých (Tilia cordata) roste podél cesty od barokního zámku k bývalé kapličce u lesa, v nadmořské výšce 500 m. Alej byla vysazena na přelomu 17. a 18. století. Obvody kmenů lip měří od 320 do 600 cm, koruny stromů dosahují do výšky 30 až 35 m (měření 1977). Stromy jsou chráněny od roku 1978 pro svůj vzrůst a jako krajinná dominanta.

## Památné a významné stromy v okolí
- Lípa v Nuzerově
- Palvinovská lípa
- Skupina stromů v zámeckém parku Palvinov